# Jozef Vrečič
Jozef Vrečič (22. února 1932 Murska Sobota – 2015 Komárno), někdy uváděný jako Vrecsics József, byl slovenský fotbalový útočník a trenér.

## Hráčská kariéra
V československé lize hrál za Duklu Pardubice během základní vojenské služby, vstřelil jednu prvoligovou branku. Předtím i potom nastupoval v nižších soutěžích za Komárno.

### Prvoligová bilance
| Ročník          | Zápasy | Góly | Minuty | Klub                |
| --------------- | ------ | ---- | ------ | ------------------- |
| I. liga 1957/58 | 10     | 1    | 900    | VTJ Dukla Pardubice |
| CELKEM I. LIGA  | 10     | 1    | 900    |                     |

## Trenérská kariéra
Po skončení hráčské kariéry se stal trenérem. Ve Spartaku Komárno vedl mj. pozdější československé reprezentanty Františka Karkó a Kolomana Gögha a slovenského reprezentanta Szilárda Németha.